# ドラマティック プロ野球・パ!
ドラマティック プロ野球・パ!（ドラマティック プロやきゅう・パ）は、2005年シーズンまでスポーツ・アイ-ESPNで放送されていたプロ野球中継のタイトル。

## 概要
1992年のスポーツ・アイ開局よりプロ野球中継番組「POWER BASEBALL」を放送していた。1995年まではGAORA・スカイ・Aと分担してパシフィック・リーグ各チームの主催ゲームの中継を行っていた。
1996年シーズンには、福岡ダイエーホークス主催ゲーム全試合完全生中継を実施。
しかし、1997年はJICがダイエー戦の放映権を獲得（1997年は「ドキュメンタリーチャンネル“地球の声”」、1998年は「MONDO21」で放送するほか、ディレクTVのペイ・パー・ビューでも放送）したため、ダイエー・近鉄バファローズ（GAORAとスカイ・Aが分担して放送）の主催ゲーム以外を放送していた。
1998年シーズンは、SKY sports（現J SPORTS）の開局により、西武ライオンズ・オリックスブルーウェーブ主催ゲームはSKY sportsが放映権を獲得、日本ハム主催ゲームもGAORAがメインとなったため、千葉ロッテマリーンズ主催ゲームを中心に放送した。
1999年シーズン、ダイエー主催ゲームの放映権がスポーツ・アイ-ESPNに戻り、以後全試合完全生中継を実施。2001年シーズンまでは引き続きロッテ主催ゲームも放送していた。
2004年シーズンまではスポーツ・アイ-ESPN制作によるダイエー贔屓の放送であったが、2005年シーズンはホークスの経営権がソフトバンクに移ったこと、またスポーツ・アイとJ SPORTSの経営統合構想が進行中であったことから、ソフトバンクが株主となっていたJ SPORTSの制作となり、比較的中立の立場からの放送になった。
2005年11月にスポーツ・アイ-ESPNはJ SPORTSに合併、2006年シーズンはJ SPORTS STADIUMに統合されている。

## 2004年までの主な出演者

### 解説者
- 小林正之
- 若菜嘉晴（TVQ解説者兼）
- 二村忠美
- 藤本博史（TVQ解説者兼）
- 岸川勝也（RKB解説者兼）
- 柳田聖人
- 水島新太郎(水島新司の長男。堀越高等学校野球部出身)

### 実況
- 渡辺篤（元RKBアナウンサー）
- 隈部崇之（元RKBアナウンサー）
- 佐藤征一（元TNCアナウンサー）
- 川上政行（元MRT、TVQ九州アナウンサー　現在RKB「今日感テレビ」メインキャスター）
- 関野浩之（タレント　感動ファクトリー・すぽると!などのナレーションやサッカー日本代表戦のスタジアムDJでもおなじみ）
- 加藤じろう

### レポーター
- 江藤晴美